# الثعيلبة (كشر)

تعديل مصدري - تعديل

الثعيلبة هي إحدى قرى عزلة الحماريين بمديرية كشر التابعة لمحافظة حجة، بلغ تعداد سكانها 77 نسمة حسب تعداد اليمن لعام 2004.